# Nyctibatrachus vasanthi
Espèce
Statut de conservation UICN

 EN B1ab(iii) : En danger
Nyctibatrachus vasanthi est une espèce d'amphibiens de la famille des Nyctibatrachidae.

## Répartition
Cette espèce est endémique de l'État du Tamil Nadu dans le sud-ouest de l'Inde. Elle se rencontre à environ 700 m d'altitude dans le district de Tirunelveli dans les Ghâts occidentaux,.

## Publication originale
- Ravichandran, 1997 : A new frog of the genus Nyctibatrachus (Anura: Ranidae) from southern India. Hamadryad, Madras, vol. 22, p. 9-12.